# Trädsvampbaggar
Trädsvampbaggar (Erotylidae) är en familj i insektsordningen skalbaggar.

## Kännetecken
Trädsvampbaggar är små till medelstora skalbaggar, från 3 till 25 millimeter, vanligen med något oval kroppsform, blanka och kontrastrikt färgade i svart och gult eller rött. Huvudet är kort och brett med små fasettögon. Antennerna är oftast längre än huvudet och halsskölden tillsammans och klubblika i spetsen. Halsskölden är mer eller mindre kvadratisk till halvcirkelformad. Täckvingarna är blank och har vanligen mörk grundfärg, med eventuella kontrasterande färger som fläckar eller tvärband. Benen är ganska korta.

## Levnadssätt
De flesta arter lever på svampar som växer på död ved, särskilt fruktkropparna till tickor som hör till familjen Polyporaceae. Några arter besöker blommor och äter pollen. De arter som lever på svamp som växer på död ved kan påverkas negativt av att tillgången på död ved i skogarna minskar genom det moderna skogsbruket.